# عباس‌آباد (راور)
عباس‌آباد (راور)، روستایی از توابع بخش کوهساران شهرستان راور در استان کرمان ایران است.

## جمعیت
این روستا در دهستان هروز قرار دارد و براساس سرشماری مرکز آمار ایران در سال 1395، جمعیت آن 138نفر (40 خانوار) بوده‌است.